# Cappella di Santa Maria di Costantinopoli
La Cappella di Santa Maria di Costantinopoli è una chiesa di Vasto situata in via Genova Rulli, a lato sud dello Stadio Aragona. 

## Storia
Dopo il 1550 ci furono diversi secoli di passaggi di proprietà e di restauri della cappella fino alla fine dell'Ottocento, quando il Palazzo Aragona venne restaurato dal proprietario Duca Giovanni Quarto di Belgioioso, sposo di Ortensia D'Avalos.
Nel XX secolo ci fu un lungo periodo nel quale la Cappella di Santa Maria di Costantinopoli rimase chiusa e finì in grave stato di degrado.
Nel 2000, dopo essere stata per molto tempo cadente, il Ministero dei Beni Culturali, tramite la Soprintendenza, avviò un progetto di recupero, restauro e conservazione della chiesa, che tra l’altro conserva un altare di pregevole fattura, seppure realizzato con materiali poveri, ma artisticamente composti.
Nel 2013 la cappella fu ceduta alla chiesa ortodossa romena locale per le funzioni religiose, destinate ai numerosi immigrati di tale fede residenti a Vasto e dintorni.